# Tadeusz Ptaszycki
Tadeusz Ptaszycki (ur. 19 stycznia?/1 lutego 1908 w Petersburgu, zm. 5 kwietnia 1980 w Krakowie) – polski architekt i urbanista, główny projektant Nowej Huty, kierował odbudową Wrocławia.

## Życiorys
Urodził się w rodzinie Mieczysława Jana (1883–1971), geografa, pedagoga, i Antoniny z Mingajłłów (1888–1964), fizyka, pedagoga. W latach 1917–1919 uczęszczał do gimnazjów polskich w Odessie. Po odzyskaniu przez Polskę niepodległości przyjechał (1920) wraz z rodziną w jej okrojone granice. W 1926 uzyskał maturę w Gimnazjum im. Tadeusza Reytana w Warszawie. Przez kilka lat był czynnym zawodnikiem lekkoatletycznym warszawskich klubów sportowych Polonia i Korona, a także AZS w okresie studiów. W 1925 był mistrzem Polski w chodzie na 2000 metrów, a w 1930 wicemistrzem Polski w chodzie na 50 kilometrów.
W latach 1927–1936 studiował na Wydziale Architektury Politechniki Warszawskiej. Jako pracownik naukowy Zakładu Architektury Politechniki wykonał prace studialne nad budownictwem kurpiowskim, które wyróżnione zostały nagrodą Ministra Wyznań Religijnych i Oświecenia Publicznego. W tym okresie podjął też pierwsze większe prace projektowe, m.in. wykonał projekt stoisk na Powszechnej Wystawie Krajowej w Poznaniu (1929) i Domu Związku Harcerstwa Polskiego w Warszawie (1932, III nagroda zespołowa).

W 1936 roku poślubił architekt Annę z Nowackich. W 1939 urodziła się ich córka Danuta Maria.

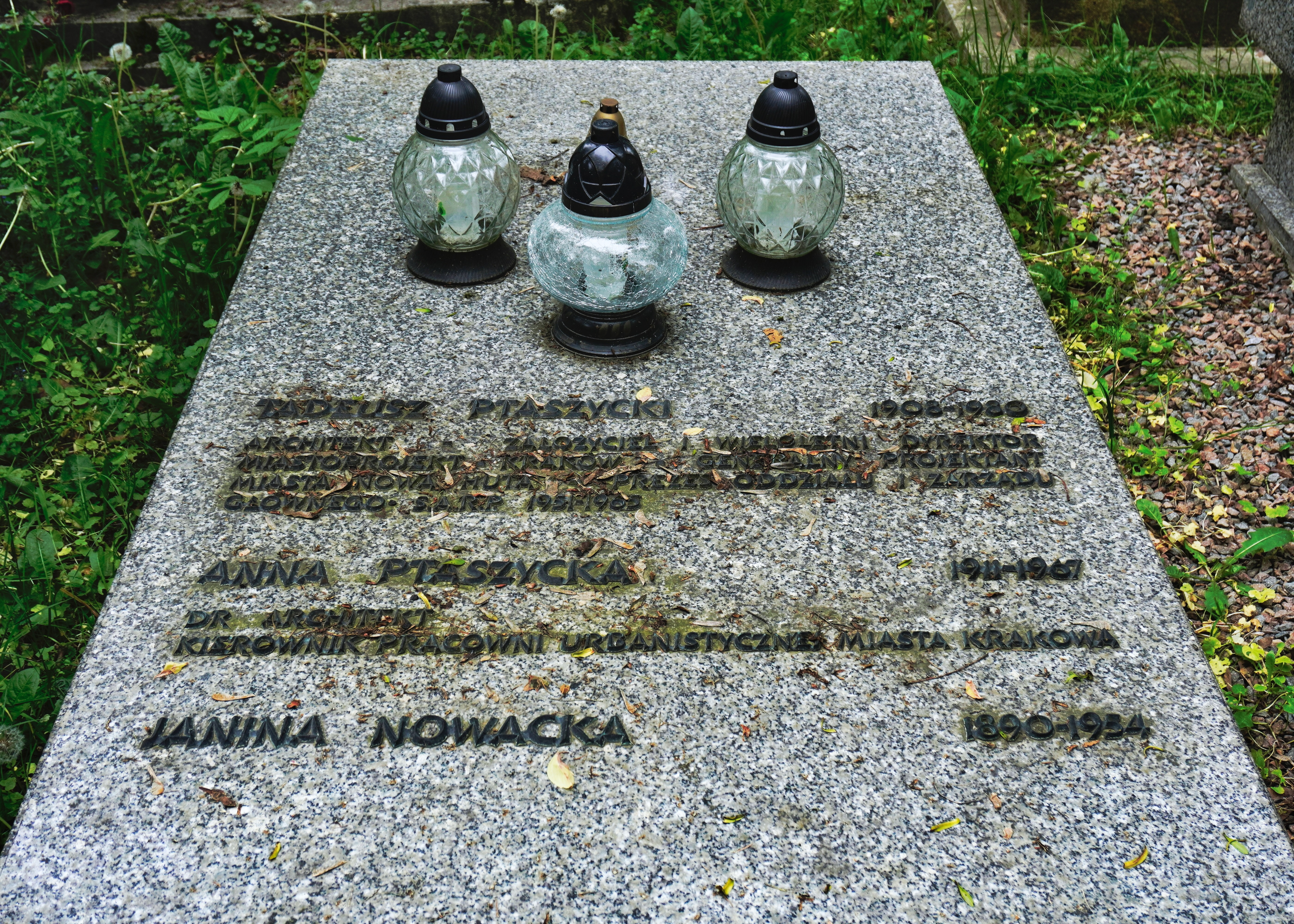
Grób Tadeusza i Anny Ptaszyckich na cmentarzu Rakowickim w Krakowie

Zmarł w 1980, pozostawiając po sobie bardzo wymierne dzieło: 100-tysięczną Nową Hutę, dzielnicę mieszkaniową Krakowa, oraz ogólny kształt wielkiego Wrocławia, odbudowanego ze zniszczeń w powojennych dziesięcioleciach. Spoczywa z żoną na cmentarzu Rakowickim w Krakowie (kwatera LXVIII-11-10).

## Harcerstwo
W Związku Harcerstwa Polskiego zdobył stopień harcmistrza. W latach 1927–1929 i 1931–1933 był drużynowym 1 Warszawskiej Drużyny Harcerzy im. Romualda Traugutta „Czarna Jedynka”. Stworzył z niej jedną z najlepszych drużyn w Chorągwi Warszawskiej ZHP.

## Praca społeczna i zawodowa
Działał też w Związku Polskiej Młodzieży Demokratycznej Szkół Wyższych RP, jako przewodniczący koła na Politechnice. W 1930 odbył służbę wojskową w Baonie Podchorążych Rezerwy w Berezie Kartuskiej. Na stopień podporucznika został mianowany ze starszeństwem z 1 stycznia 1933 i 4175. lokatą, a na stopień porucznika ze starszeństwem z 1 stycznia 1938 i 175. lokatą w korpusie oficerów rezerwy piechoty.
Po uzyskaniu w 1936 dyplomu inżyniera architekta, prowadził, wraz z żoną Anną, własną pracownię architektoniczną i współpracował ze znaną pracownią inż. Stefana Kraskowskiego. Szybko dał się poznać jako świetny rysownik i uzdolniony architekt. Do 1939 był autorem lub współautorem około dwudziestu większych projektów architektonicznych.
Zmobilizowany do wojska z chwilą wybuchu II wojny światowej, dowodził kompanią ckm w 21 Pułku Piechoty „Dzieci Warszawy” pod Mławą, Ciechanowem i w Warszawie na odcinku Mokotowa. Od listopada 1939 do kwietnia 1945 przebywał w niewoli niemieckiej w oficerskich obozach jenieckich Braunschweig, Woldenberg, a następnie w Murnau na terenie Niemiec. W pierwszym z nich, w styczniu 1940 zainicjował powstanie 4-sekcyjnego klubu sportowego WKS Orlę. Ponadto w obozach tych zorganizował kilka grup szkoleniowych i przeprowadził kilka kursów i liczne odczyty w zakresie rysunku technicznego, malarstwa i rzeźby, plastyki teatralnej, nauczania na poziomie technikum zawodowego i inne.
We wrześniu 1945 roku zamieszkał Warszawie. Uczestniczył w pracach projektowych dotyczący odbudowy wsi Piaseczno jako wsi doświadczalnej. W ramach tego przedsięwzięcia, wspólnie ze Stanisławem Płoskim, opracował projekt szkoły podstawowej (1945, zrealizowany, obecnie opuszczony).
Za namową swego kolegi architekta gen. Mariana Spychalskiego, ówczesnego prezydenta Warszawy, znalazł się we Wrocławiu. Tam włączył się w organizowanie Wrocławskiej Dyrekcji Odbudowy, w której od października 1945 do sierpnia 1946 był naczelnym dyrektorem. Następnie do października 1949 był dyrektorem Biura Planu Wrocławia, jakie utworzył w ramach Regionalnej Dyrekcji Planowania Przestrzennego we Wrocławiu. Równocześnie pracował także twórczo, jako architekt i urbanista. W szczególności do połowy 1946 opracował Ogólny Plan Odbudowy Wrocławia. Ten plan odbudowy miasta, utrzymany potem w swych podstawowych założeniach przez kilkanaście lat, pozwolił na planową odbudowę miasta, poczynając już od 1946.
Latem 1946 zorganizował w ramach RDPP Zjazd Architektów RP. Był to jakby zlot gwiaździsty wszystkich liczących się architektów i urbanistów Polski, którym przypadła rola głównych planistów odbudowy miast i regionów kraju ze zniszczeń wojennych. Zjazd trwał 6 dni, z czego 3 dni we Wrocławiu i po jednym dniu w Wałbrzychu, Cieplicach i Karpaczu. Większość czasu we wszystkie dni zjazdu zajmowały wykłady, referaty i dyskusje, dotyczące planów odbudowy i rozbudowy dużych miast oraz ośrodków kraju. Głównymi tematami były plany odbudowy Warszawy, Wrocławia i Trójmiasta.
W 1948 zaangażował się w przygotowanie Wystawy Ziem Odzyskanych, jaka miała miejsce we Wrocławiu w okresie 21 lipca do 31 października 1948. Pełnił wtedy funkcję Komisarza Wystawy dla strefy „B”.
Na początku 1949 został przeniesiony do Krakowa jako delegat Zarządu Głównego Zakładu Osiedli Robotniczych (ZOR) w związku z projektowaniem i organizacją budowy miasta dla pracowników nowej huty metalurgicznej, określanej początkowo kryptonimem „Gigant”, późniejszej Huty im. Włodzimierza Lenina, a obecnej Huty im. Tadeusza Sendzimira.
Zdecydowano o budowie nowego, satelickiego w stosunku do Krakowa, miasta Nowa Huta, przeznaczonego dla budowniczych i późniejszych pracowników kombinatu metalurgicznego. Według początkowych przymiarek miało ono liczyć 60 tys. mieszkańców.
Zadaniem opracowania dokumentacji projektowej dla Nowej Huty obarczono, specjalnie utworzone w tym celu, Centralne Biuro Projektowe ZOR w Warszawie. Jego dyrektor niezwłocznie zorganizował zespół projektowy, złożony głównie z młodych architektów, przy czym generalnym projektantem miasta został sam. Już w połowie 1949 plan urbanistyczny wraz z makietą Nowej Huty przedłożony został Prezydium Rządu do zatwierdzenia, co jednakże nie nastąpiło, gdyż władze centralne zdecydowały wówczas o powiększeniu miasta do 100 tys. mieszkańców.
Ptaszycki sprawował funkcję generalnego projektanta Nowej Huty, aż do końca realizacji pierwszego etapu budowy, objętego jego projektem, miasta dla 100 tys. mieszkańców, to jest do 1960.
Brał udział w wielu konkursach architektoniczno-urbanistycznych, m.in. na plan zagospodarowania miasta Nowe Tychy (nagroda I równorzędna, 1951), zabudowę Placu Grunwaldzkiego we Wrocławiu (nagroda I równorzędna, 1951), projekt cmentarza-pomnika Poległych II Armii Wojska Polskiego i Korpusu Pancernego w Zgorzelcu (1967, I nagroda oraz realizacja). Na początku lat 60. wziął udział jako główny projektant opracowania w międzynarodowym konkursie urbanistyczno-architektonicznym na eksperymentalną dzielnicę mieszkaniową w Moskwie, a w latach 1965–68 był organizatorem, współautorem i generalnym konsultantem Planu Ogólnego Bagdadu, stolicy Iraku.

## Odsunięcie i emerytura
W dniu 2 lipca 1968 roku (oficjalnie 31 sierpnia) na podstawie niesłusznych i krzywdzących zarzutów (podrzucono mu do biurka „bibułę”) został zwolniony z Miastoprojektu-Kraków i przeniesiony do Krakowskiego Zjednoczenia Budownictwa, gdzie pracował do przejścia na emeryturę w 1973 roku.
Będąc na emeryturze powrócił do Miastoprojektu jako członek Rady Technicznej i przewodniczący wewnętrznego sądu konkursowego (1973). Ptaszycki pełnił bardzo liczne funkcje społeczne i zawodowe. Między innymi był prezesem Oddziału SARP w Krakowie (1951–1961), prezesem Zarządu Głównego SARP (1961–65), przewodniczącym Głównej Komisji Rewizyjnej SARP (1970–1974), radnym Wojewódzkiej Rady Narodowej w Krakowie (1954–58). Był też m.in. członkiem Komitetu do spraw Urbanistyki i Architektury (1953–60), Komitetu Budownictwa, Urbanistyki i Architektury (1960–63), Komitetu Nauki i Techniki (1961–64), Rady Naukowej „Kraków 2000” (od 1972). Przewodniczył lub był członkiem sądów konkursowych międzynarodowych (m.in. na przebudowę miasta Warny, 1965) i krajowych.

## Ordery i odznaczenia
- Order Sztandaru Pracy II klasy (1959)
- Krzyż Oficerski Orderu Odrodzenia Polski (1956)
- Krzyż Kawalerski Orderu Odrodzenia Polski (31 grudnia 1952)[11]
- Złoty Krzyż Zasługi (19 lipca 1946)[12]
- Medal 30-lecia Polski Ludowej (1974)
- Medal 10-lecia Polski Ludowej (8 stycznia 1955)[13]
- Medal Komisji Edukacji Narodowej (1976)
- Złota Odznaka SARP (1955, 1966)
- Srebrna Odznaka SARP (1953)

Źródło:.

## Nagrody
- Nagroda Państwowa I stopnia za twórcze opanowanie zadań w dziedzinie projektowania i realizacji wielkich kompleksów urbanistycznych, a w szczególności Nowej Huty (1955)[15]
- nagroda zespołowa Komitetu Urbanistyki i Architektury II stopnia (1956)
- nagroda miasta Krakowa (1960)[16]
- krakowska nagroda SARP (1977)

Źródło:.

## Upamiętnienie
Rada Narodowa m. Krakowa nazwała w 1981 imieniem Tadeusza Ptaszyckiego jedną z ulic Nowej Huty.